# گ۹۸
گ۹۸ (به آلمانی: Gewehr 98) نوعی تفنگ جنگی آلمانی ساخت موزر بود که در سال ۱۸۹۵ طراحی و تولید شد.
این تفنگ گلوله‌های با کالیبر ۷٫۹۲x۵۷ م‌م راشلیک می‌کند.